# Casa del Ferrer (Puigcercós)
La Casa del Ferrer és una obra de Tremp (Pallars Jussà) protegida com a Bé Cultural d'Interès Local.

## Descripció
Es tracta d'un edifici construït a quatre vents de plant baixa, pis i golfes que s'acompanya de diferents naus d'ús agrícola i altres destinades a l'aviram. La porxada principal està arrebossada amb morter, mentre que la part posterior és de pedra vista. Els pilars que la sostenen i la paret lateral tenen un sòcol cimentat. La coberta de l'edifici és a dues vessants i presenta un ràfec sostingut per mènsules de formigó que volten la coberta. La vessant comprèn unes golfes que sobresurten de la teulada.
A la part posterior de l'edifici s'ha afegit una construcció de maons de formigó amb coberta a una vessant d'uralita.